# ماكس دان
ماكس دان (بالإنجليزية: Max Dunn)‏ هو صحفي وشاعر أسترالي، ولد في 1895، وتوفي في 4 سبتمبر 1963.